# Korana Longin
Korana Longin (Zadar, 13. lipnja 1973.) je bivša hrvatska košarkašica, članica hrvatske košarkaške reprezentacije.

## Karijera
Sudjelovala je na prvom završnom turniru ženskog europskog prvenstva na kojima je igrala Hrvatska, EP 1995. godine.
Bila je sudionicom kvalifikacijskog ciklusa za EP 1999. godine.
Osvojila je zlato na Mediteranskim igrama 1997. godine. Nije sudjelovala u sastavu koji je branio zlato na MI 2001., a zbog ozljede otpala je s popisa za Mediteranske igre 2005. godine.